# Josip Rudić Aljmaški
Josip Rudić Aljmaški (u mađ. izvorima: Rudics József) (Subotica, 22. veljače 1792. – Bačaljmaš, 21. kolovoza 1879. ) je bio bački hrvatski plemić, diplomirani filozof, pravnik (doktor prava), mađarski političar (član Gornjeg doma ugarskog parlamenta) a ostavio je veliki trag kao pjesnik, napisavši dosta pjesama. Bio je i akademik, t.j. članom Mađarske akademije u Budimpešti.

## Životopis
Bio je rodom iz obitelji, danas izumrle, koja je potjecala iz južnih hrvatskih krajeva, a koja je status plemstva dobila od Marije Terezije 1755., a posjede je imala u Aljmašu, Kunbaji i Subotici.
Zbog svog plemenitog statusa, napredovao je u lokalnoj upravi. U Bačko-bodroškoj županiji, 1836. dolazi do razine podžupana. Već 1837. postaje nadžupanom (velikim županom), i na tom položaju ostaje do 1867.
Mnogo je pridonio razvitku svoje županije i svog rodnog grada, štoviše, siromašnim je školarcima i studentima ostavio nakon smrti dio svog, inače, vrlo velikog posjeda.
17. kolovoza 1854. stekao je austrijski naslov baruna, postavši tako i prvim barunom u Subotici.
U politici se istakao time što je bio protiv mađarske revolucije, kao i još neki uglednici tamošnjih Hrvata, Ivan Antunović, biskup, Vinko Somborčević, Ambrozije Šarčević i još neki. Zbog simpatija prema banu Jelačiću i Srbima vlasti su ga smijenile s položaja velikog župana.
Imao je sina jedinca, Josipa, koji nije živio mnogo više od njega (umro je u Breitenseu u Austriji 12. listopada 1885.).
Napisao je više djela na latinskom i mađarskom jeziku. Toponim Rudić je u svezi s njegovim imenom.

## Unutarnje poveznice
- Ivan Antunović

## Vanjske poveznice
- (mađ.) Magyar Életrajzi Lexikon 1000-1990 Rudics József, báró
- (mađ.) Kunbaja község hivatalos oldala - Muemlékek
- (mađ.) Székesfehérvári Egyházmegye
- (mađ.) A Műcsarnokból, Művészet, 1915
- (mađ.) WebKat.hu bibliographic data[neaktivna poveznica] Rudics József (almási báró)
- (mađ.) Ismeretlen helyen  Arhivirana inačica izvorne stranice od 27. ožujka 2008. (Wayback Machine)
- (mađ.) Magyar kéziratos énekeskönyvek és versgyűjtemények bibliográfiája (1542–1840)  Arhivirana inačica izvorne stranice od 27. ožujka 2008. (Wayback Machine)